# オタワ (駆逐艦・初代)
クルセイダー (HMS Crusader) はイギリス海軍の駆逐艦。C級。後にカナダ海軍駆逐艦オタワ (HMCS Ottawa) となった。

## 艦歴
ポーツマス工廠で建造。1930年9月12日に起工、1931年9月30日に進水し、1932年5月2日に竣工した 。
本国艦隊の第2駆逐群に編入。アビシニア危機の際は地中海艦隊に編入され、次いで紅海に派遣された。スペイン内戦時の1936年7月から8月はスペインのビスケー湾沿岸で活動した。1938年4月28日からシアネスで改装を開始。
「クルセイダー」はカナダに817,500カナダドルで売却され、6月15日にオタワとして就役した。「オタワ」はカナダの太平洋側配備となり1938年11月7日にエスクワイモルトに到着した。1939年11月15日にハリファックスへの移動が命じられ、「オタワ」はそこで船団護衛に従事し12月10日にはイギリスへ向かうカナダ第1歩兵師団の半数を運ぶ船団を護衛した。1940年4月、「オタワ」は曳船「Bansurf」との衝突事故で艦尾を破損し、修理に2ヶ月を要した。
1940年8月27日に「オタワ」はスコットランドのグリーノックへ向けて出航し、9月4日に到着するとウェスタンアプローチ管区の第10護衛グループに編入された。10月、後部魚雷発射管が撤去され12ポンド高角砲が搭載された。9月24日から26日に、ドイツ潜水艦に撃沈された2隻のイギリス商船の生存者を救助（「U43」に沈められた「Sulairia」の55名と「U29」に沈められた「Eurymedon」の60名）した。11月7日、イギリス駆逐艦「ハーヴェスター」によるイタリア潜水艦「コマンダンテ・ファア・ディ・ブルーノ」撃沈を支援。11月中旬、286M型近距離対水上捜索レーダーが搭載された。しかし、これは前方しか探査できないため艦自体を目標に向ける必要があった。11月23日、ドイツ潜水艦「U100」に沈められた穀物運搬船「Bussum」の生存者29名を救助した。
「オタワ」は1941年6月にカナダに戻り、大西洋中央部での船団援護に当たるカナダ海軍のNewfoundland Escort Forceに編入された。1942年5月、C4護衛グループに転属。9月14日、セントジョンズの東500海里でON127船団護衛中であった「オタワ」はドイツ潜水艦「U91」の雷撃を受けた。10分後、行動不能であった「オタワ」に2発目の魚雷が命中。「オタワ」は10分後に沈没し、艦長以下114名が死亡、69名が救助された。

### 護衛した大西洋横断船団
| 船団名    | 護衛グループ | 期間                  | 出発地、目的地                         |
| --------- | ------------ | --------------------- | -------------------------------------- |
| HX133船団 |              | 1941年6月20-27日      | ニューファンドランドからアイスランド   |
| SC46船団  |              | 1941年9月27日-10月5日 | ニューファンドランドからアイスランド   |
| ON25船団  |              | 1941年10月19-24日     | アイスランドからニューファンドランド   |
| SC57船団  |              | 1941年12月1-9日       | ニューファンドランドからアイスランド   |
| ON46船団  |              | 1941年12月17-20日     | アイスランドからニューファンドランド   |
| SC64船団  |              | 1942年1月12-20日      | ニューファンドランドからアイスランド   |
| SC85船団  | C4           | 1942年5月31日-6月12日 | ニューファンドランドから北アイルランド |
| ON105船団 | C4           | 1942年6月20-28日      | 北アイルランドからニューファンドランド |
| HX197船団 | C4           | 1942年7月9-16日       | ニューファンドランドから北アイルランド |
| ON116船団 | C4           | 1942年7月26日-8月5日  | 北アイルランドからニューファンドランド |
| SC96船団  | C4           | 1942年8月15-26日      | ニューファンドランドから北アイルランド |
| ON127船団 | C4           | 1942年9月5-14日       | 北アイルランドからニューファンドランド |